# Bernardo Laureiro
José Bernardo Laureiro Alves (sinh ngày 2 tháng 2 năm 1992) là một cầu thủ bóng đá người Uruguay hiện tại thi đấu cho Cerro Largo ở Uruguayan Segunda División.

## Sự nghiệp quốc tế
Anh thi đấu cho đội tuyển quốc gia U-17 Uruguay tại Giải vô địch bóng đá U-17 thế giới 2009 ở Nigeria và ở Giải vô địch bóng đá U-17 Nam Mỹ 2009 nơi anh ghi một bàn thắng trước Venezuela.